# Лепорано
Лепорано (італ. Leporano, сиц. Lupranu) — муніципалітет в Італії, у регіоні Апулія,  провінція Таранто.
Лепорано розташоване на відстані близько 440 км на схід від Рима, 95 км на південний схід від Барі, 13 км на південний схід від Таранто.
Населення — 8051 особа (2014).
Щорічний фестиваль відбувається 5 серпня. Покровитель — Sant'Emidio.

## Демографія
Населення за роками:

Станом на 1 січня 2023 року в муніципалітеті офіційно проживало 109 іноземців з 27 країн, серед них 40 громадян країн Євросоюзу та 4 громадяни України.

## Сусідні муніципалітети
- Пульсано
- Таранто